# Ясла (зоряне скупчення)
Ясла, також Вулик (лат. Praesepe, Мессьє 44, NGC 2632) — розсіяне зоряне скупчення у сузір'ї Рака.

## Історія відкриття
Скупчення було відомо ще Арату в 260 році до нашої ери. Шарль Мессьє включив його в каталог кометоподібних об'єктів, незважаючи на його очевидну природу зоряного скупчення.

## Цікаві характеристики
Скупчення Ясла знаходиться на відстані 577 світлових років від Землі. Це одне з найближчих до Землі скупчень після Потоку Великої Ведмедиці, Гіад і Плеяд. Вік скупчення оцінюється в 730 мільйонів років. Спочатку позначення Байєра ε Рака було приписано всьому скупчення.
Відомо понад 200 членів скупчення, найяскравіші зірки — близько шостої зоряної величини.
Одним з найяскравіших елементів Скупчення Ясла є зірка ε Рака, також відома як 41 Рака.
За багатьма параметрами Ясла схожі на Гіади, наприклад, мають однакові з ними напрямок і швидкість руху в просторі. Останнє може означати, що обидва скупчення виникли з одної міжзоряної хмари.

## Спостереження

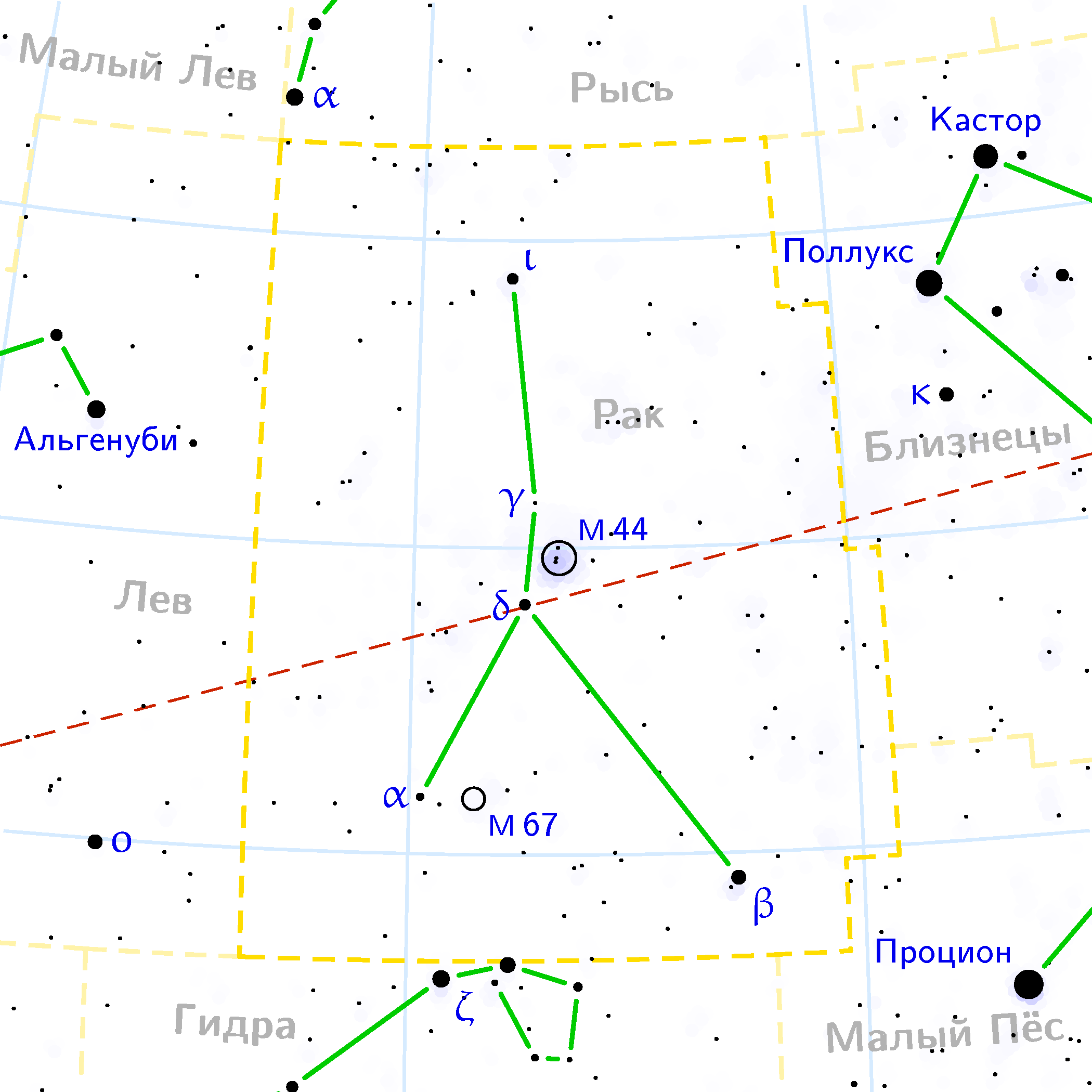
Розсіяне скупчення M44 в сузір'ї Рака

На безмісячну зимовому небі це розсіяне скупчення добре видно неозброєним оком в небагатому зірками зодіакальному сузір'ї Рака (між δ і γ) як неясна світла пляма округлої форми. Скупчення крім традиційного «Ясла» має ще назву «Вулик». І в хороший бінокль або самий невеликий телескоп з мінімальним збільшенням добре видно чому скупчення так названо — на місці «туманності» виявляється кілька десятків жовтуватих і помаранчевих зірок — наче безліч бджіл. У телескоп з апертурою 150—200 мм це велике скупчення просто не поміщається в поле зору, а число видимих в ньому зірок сягає двох сотень.

### Сусіди по небу з каталогу Мессьє
- М67 — (південніше, на захід від α Рака) не таке яскраве і велике скупчення;
- М48 — багате зірками з цікавим малюнком скупчення в Гідрі (далеко на південь від М44);
- М95 / 96 — пара галактик в середній частині Лева (на схід від М44);
- М35 — яскраве розсіяне скупчення на заході Близнюків

### Послідовність спостереження в «Марафоні Мессьє»
… М48 → М67 →М44 → М95 → М96 …

## Навігатори
Координати:  08г 40.4м 00с, +19° 41′ 00″